# Johann Ulrich Schiess

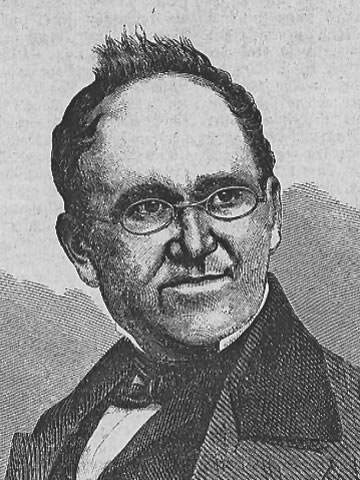
Johann Ulrich Schiess

Johann Ulrich Schiess (Wald, 21 februari 1813 - Bern, 6 juli 1883) was een Zwitsers jurist, archivaris en politicus. Hij was een gematigd liberaal.
Schiess bezocht een middelbare school in Bazel en studeerde daarna rechten, geschiedenis en filosofie in Bazel, Jena, Berlijn en Göttingen. In 1835 promoveerde hij tot doctor in de filosofie. Hij was daarna archivaris in het kanton Appenzell Ausserrhoden (1835), rechter (1836-1839) en raadsheer (1839-1847).
Hij werd, ofschoon hij zich niet kandidaat had gesteld, in juli 1847 tot staatsschrijver gekozen. In november 1847 werd hij waarnemend bondskanselier, omdat bondskanselier Karl Nikolaus von Flüe AmRhyn was aftreden.
Hij werd op 1 januari 1848, na de Sonderbund-oorlog, tot bondskanselier gekozen. Hij bleef bondskanselier tot 31 december 1881.
Hij was een hardwerkende man, die van 's morgens vroeg tot diep in de nacht achter zijn bureau te vinden was. Vanwege zijn lange ambtstermijn (33 jaar) raakte hij ook in het buitenland bekend. In 1862 ontving hij een eredoctoraat aan de Universiteit van Jena.
Na zijn aftreden was hij van 1881 tot 1883 lid van de Nationale Raad. Johann Ulrich Schiess overleed op zeventigjarige leeftijd aan een herseninfarct.